# Panzer V Panther
Panzerkampfwagen V Panther, «Пантера» (PzKpfw V) — німецький танк періоду Другої світової війни. Розроблений фірмою MAN в 1941–1942 роках як основний танк вермахту. За німецькою класифікацією «Пантера» вважалася середнім танком. У радянській танковій класифікації «Пантера» вважалася важким танком, її іменували як Т-5 або Т-V. У відомчій системі позначень військової техніки нацистської Німеччини «Пантера» мала індекс Sd.Kfz. 171. Починаючи з 27 лютого 1944 фюрер наказав використовувати для позначення танку тільки назву «Пантера».
Конструктивно «Пантера» містить багато компромісних рішень. Практично той самий двигун, що і у «Тигра», мала кращу лобову броню, гармату більшої скорострільності, легша за масою, а тому і швидша, та краще пересувалася пересіченою місцевістю, ніж «Тигри». Однак була слабша бортова броня; «Пантера» виявилася смертоносною на відкритій місцевості та при стрільбі на великі відстані, але уразлива в боях на закритій площі.
«Пантера» була також набагато дешевша у виробництві, ніж танки «Тигр», і лише трохи дорожча, ніж Panzer IV, це дало свої плоди для збільшення військового виробництва танків. Компромісно спрощено було виконання таких основних деталей танка, як броня, трансмісія, і приводні диски для підвищення темпів виробництва і вирішення проблеми нестачі Німеччини у війні.
Інші деталі, такі як високо-компактний двигун і складна система підвіски залишилися на високотехнологічному рівні.
Результатом стало те, що перспектива виробництва «Пантер» була набагато кращою, ніж для танків «Тигр», але Panzer IV — все ще залишився основним «конкурентом».
У той же час, спрощені приводні диски стали однією з головних причин аварій Panther, і залишилися проблемою, яка так і ніколи не була виправлена.
Бойовим дебютом «Пантери» стала битва на Курській дузі, згодом танки цього типу активно використовувалися вермахтом і військами Ваффен-СС на всіх європейських театрах військових дій. На думку ряду експертів, «Пантера» є найкращим німецьким танком Другої світової війни і одним з найкращих у світі. У той же час танк мав ряд недоліків, був складний і дорогий у виробництві та експлуатації. На базі «Пантери» випускалися самохідні артилерійські установки (САУ) «Ягдпантера» і ряд спеціалізованих машин для інженерних та артилерійських частин німецьких збройних сил.

## Історія створення

Прототипи фірм «MAN» і «Даймлер-Бенц»

Роботи з нового середнього танка, призначеного для заміни Panzer III і Panzer IV, почалися в 1938 році. Проект танку масою 20 тонн, над яким працювали фірми «Даймлер-Бенц», «Крупп» і «MAN», одержав індекс VK 20.01. Робота над новим танком йшла досить повільно, оскільки надійні та перевірені в боях середні танки цілком задовольняли німецьких військових. Тим не менше, до осені 1941 року конструкція шасі була в цілому пророблена. Однак до того часу ситуація змінилася.
Після початку війни з Радянським Союзом німецькі війська зустрілися з новими радянськими танками — Т-34 та КВ. Спочатку радянська техніка не викликала великого інтересу в німецьких військових, але до осені 1941 року темпи німецького наступу стали падати, а з фронту почали надходити повідомлення про перевагу нових радянських танків — особливо Т-34. Для вивчення радянських танків німецькими військовими та технічними фахівцями була створена спеціальна комісія, до якої входили провідні німецькі конструктори бронетанкової техніки, зокрема Ф. Порше і Г. Кніпкамп. Німецькі інженери детально вивчили всі переваги і недоліки Т-34 та інших радянських танків, після чого винесли рішення про необхідність реалізації в німецькому танкобудуванні таких нововведень, як: похила броня (розташування), ходова частина з великими котками та широкі гусениці. Роботи над 20-тонним танком були припинені, замість цього 25 листопада 1941 фірмам «Даймлер-Бенц» і «MAN» був виданий замовлення на прототип 35-тонного танка з використанням усіх цих конструктивних рішень. Перспективний танк отримав умовну назву «Пантера». Для визначення найбільш підходящого для вермахту прототипу також була утворена «Пантеркомісія» з ряду видатних військових діячів Третього рейху.
Навесні 1942 року обидва підрядника представили свої прототипи. Дослідна машина фірми «Даймлер-Бенц» всередині та ззовні сильно нагадувала Т-34 — німецькі інженери повністю запозичили компонування з заднім розташуванням моторно-трансмісійного відділення. Також було запропоновано оснастити танк дизельним двигуном, як і в Т-34 хоча гострий брак дизельного палива в Німеччині (воно в переважній більшості йшло на потреби підводного флоту) робив цей варіант малоперспективним. Адольф Гітлер виявляв великий інтерес і прихильність до цього варіанту, фірма «Даймлер-Бенц» навіть отримала замовлення на 200 машин. Проте офіційна приймальна комісія за результатами тестування, яке проводилося на полігоні «Куммерсдорф», анулювала замовлення, перевагу було віддано конкуруючому проєкту фірми «MAN». Комісія відзначила такі переваги проєкту «MAN», як зокрема — вдалішу підвіску, бензиновий двигун, кращу маневреність, менший виліт гармати. Також висловлювалися міркування, що схожість з нового танка Т-34 призведе до плутанини бойових машин на полі бою і втрат від свого ж вогню.
Прототип фірми «MAN» був витриманий цілком у дусі німецької танкобудівної школи: спереду — трансмісійне відділення, ззаду — моторне, індивідуальна торсіонна «шахова» підвіска конструкції інженера Г. Кніпкампа. Як основне озброєння на танк встановлювалася зазначена фюрером 75-мм гармата довгоствольна виробництва фірми Rheinmetall. Вибір відносно невеликого калібру визначався бажанням отримати високу скорострільність і великий боєзапас всередині танка. Цікаво, що в проєктах обох фірм німецькі інженери відразу ж відмовилися від підвіски типу Крісті, що використовувалася в Т-34, визнавши її конструкцію непридатною і застарілою. Над створенням «Пантери» працювала велика група співробітників фірми «MAN» під керівництвом головного інженера танкового відділу фірми П. Вібікке. Також значний внесок у створення танка вніс інженер Г. Кніпкамп (ходова частина) і конструктори фірми «Рейнметал» (гармата).

## Модифікації
- V1 і V2 (вересень 1942) дослідні моделі (нім. Versuch — спроба, дослід), практично нічим не відрізняються один від одного.

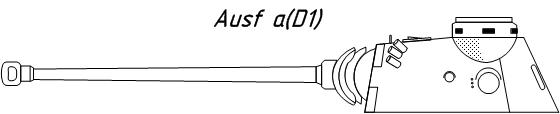
Башта «Пантери» Ausf. a (D1)

- Модифікація Ausf. a (D1) (нім. Ausführung a (D1)).

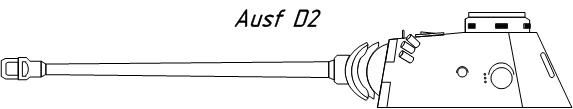
Башта «Пантери» Ausf. D2

Перші «Пантери», випущені в січні 1943 року з двигуном HL210P45 і коробкою передач ZF7, мали позначення Ausf. a (не плутати з A). Гармата KwK 42 оснащувалася одно-камерним дульним гальмом, на правій стороні башти розташовувався виступ-приливок під основу командирської башточки. У лютому 1943 року ці машини отримали індекс Ausf. D1.
- Модифікація Ausf. D2 (Ausführung D2).

На гарматі був встановлений ефективніше двокамерне дулове гальмо, що дозволило змістити командира ближче до гармати і прибрати прилив командирської башточки. На танку монтувалися двигун HL230P30 і КПП «Майбах» АК 7-200. Курсовий кулемет розміщувався в лобовому листі корпусу в бугельному пристрої. Танки Ausf. D2 оснащувалися Бінокулярним телескопічним ламаючим прицілом TZF-12. Боєкомплект гармати і кулеметів складався з 79 набоїв і 5100 патронів відповідно.
- Модифікація Ausf. A (нім. Ausführung A).

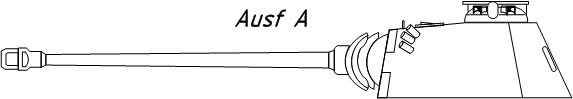
Башта «Пантери» Ausf. A

З осені 1943 року почався випуск модифікації Ausf. A
. На танку встановлювалася нова башта (така ж ставилося і на пізні машини модифікації Ausf. D2). У новій башті відмінена установка лючка «Verstandigungsoeffnung» (один з перекладів — «Люк для зв'язку з піхотою») і амбразури для стрільби з пістолетів. Танки цієї модифікації оснащувалися простішим Монокулярним прицілом TZF-12А, а також командирською башнею, уніфікованою з танком «Тигр». Зміни торкнулися і корпусу: малоефективну бугельну установку курсового кулемета замінили на традиційнішу «кульову». Кілька «Пантер» Ausf. A були в дослідному порядку обладнані інфрачервоними приладами нічного бачення.
- Модифікація Ausf. G (Ausführung G).

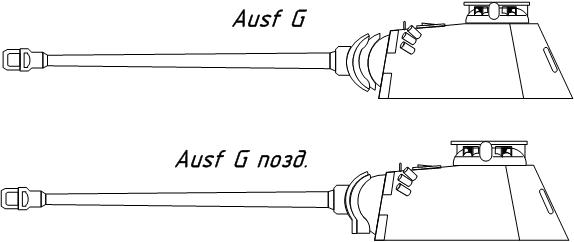
Башта «Пантери» Ausf. G

У березні 1944 року в серію пішла наймасовіша модифікація танка «Пантера». Версія Ausf. G мала простіший і технологічний корпус, з лобового листа забрано люк-пробку механіка-водія, кут нахилу бортів зменшено до 30° по нормалі, а їх товщина доведена до 50 мм. На пізніх машинах цієї модифікації була змінена форма маски гармати для запобігання рикошетів снарядів в дах корпусу. Боєкомплект гармати збільшено до 82 набоїв.
- Модифікація Ausf. F (Ausführung F).

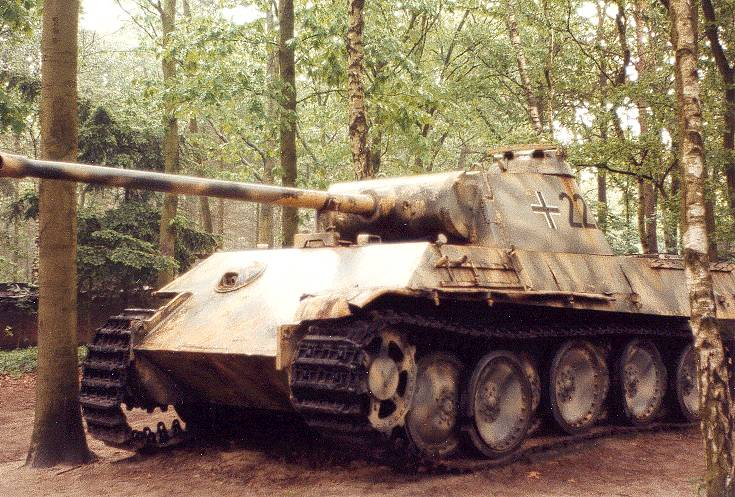
«Пантера» Ausf. G

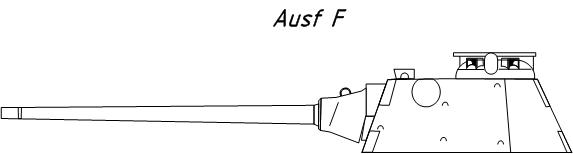
Башта «Пантери» Ausf. F

З осені 1944 року планувалося почати виробництво нової модифікації танка Ausf. F. Дана модифікація відрізнялася потужнішим бронюванням корпусу (лобова 120 мм, борти 60 мм), а також новою конструкцією башти. Розроблена фірмою «Даймлер-Бенц» башта «Schmalturm 605» (перекл. «тісна башта») мала дещо менші розміри в порівнянні зі стандартною, що дозволило посилити лобове бронювання до 120 мм при куті нахилу 20° до нормалі. Борта нової башти мали товщину 60 мм і кут нахилу 25 °, товщина маски гармати досягала 150 мм.
До кінця війни не з'явилося жодного закінченого прототипу, хоча були зроблені 8 корпусів і 2 башти.
- Модифікація «Пантера II» (Panther 2).

Беручи на озброєння восени 1943 року танк «Тигр II», міністерство озброєнь і боєприпасів видало завдання на розробку нового танка «Пантера II», з умовою максимальної уніфікації по вузлах цих двох машин. Розробка нового танка була доручена конструкторському бюро фірми «Хеншель і сини». Нова «Пантера» являла собою ніби полегшений «Тигр II» зі зменшеною товщиною броні, оснащений баштою «Schmalturm». Основне озброєння — 88-мм танкова гармата KwK 43/2 з довжиною ствола 70 калібрів. Головною проблемою стала відсутність відповідного двигуна для важчої машини, були опрацьовані варіанти установки двигунів MAN/Argus LD 220 потужністю 750 л. с., Maybach HL 234 потужністю 850 л. с. та інших, однак роботи не були завершені.
Наприкінці 1944 року управлінням озброєнь був виданий замовлення на виготовлення двох «Пантер II», однак встигли виготовити лише один корпус, на який для випробувань була встановлена башта від серійної «Пантери» Ausf. G. Але випробування проведені не були, і цей танк був захоплений американськими військами. Корпус цього танка зберігається в музеї кавалерії і танкових військ Паттона — у Форт-Ноксі.
- Модифікація Командирський танк «Пантера» (Panzerbefehlswagen Panther, Sd.Kfz. 267).

З літа 1943 року, на базі «Пантер» модифікації D, почалося виробництво командирських танків, що відрізнялися від лінійних машин встановленням додаткових радіостанцій і зменшеним боєкомплектом. Вироблялося два варіанти танків: SdKfz 267 з радіостанціями Fu 5 і Fu 7, для зв'язку в ланці «рота — батальйон», і SdKfz 268, з радіостанціями Fu 5 і Fu 8, що забезпечують зв'язок на рівні «батальйон — дивізія». Додаткові радіостанції Fu 7 і Fu 8 розміщувалися в корпусі, а штатна Fu 5 у правій частині башти машини. Зовні танки відрізнялися від лінійних наявністю двох додаткових антен, одною штифтовою і другою із характерною «мітелкою» нагорі. Дальність зв'язку для Fu 7 досягала 12 км при роботі телефоном та 16 км при роботі телеграфом, Fu 8 могла працювати на 80 км в режимі телеграфу.

## Виробництво

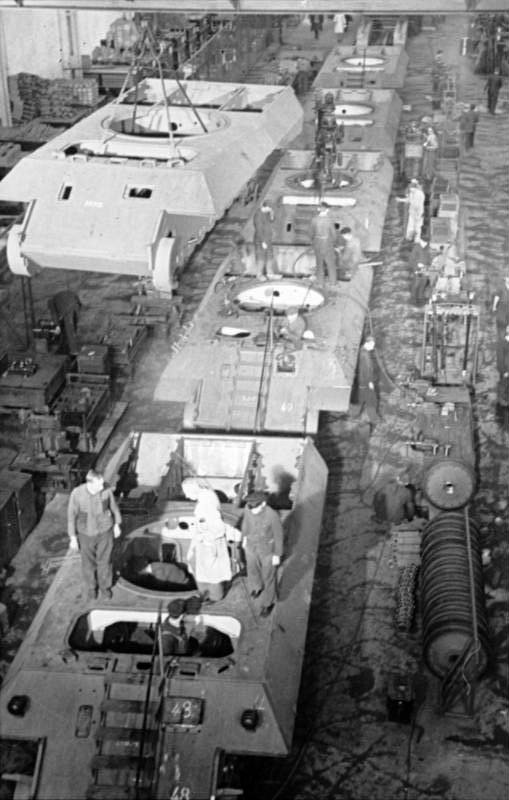
Лінія збирання «Пантер»

Після вибору прототипу почалася підготовка до якнайшвидшого запуску танка в серійне виробництво, яке почалося в першій половині 1943 року.
Попит на цей танк був настільки високий, що виробництвом окрім фірми-розробника «MAN» займалися такі відомі німецькі концерни и підприємства, як «Daimler-Benz», «Maschinenfabrik Niedersachsen-Hannover» (MNH), «Henschel & Sohn» в Касселі, «Демаг» та ін.
Всього у виробництві «Пантери» задіяно 136 підприємств, розподіл постачальників вузлів та агрегатів танка був наступним:
- Бронекорпуси — 6;
- Двигуни — 2;
- Коробки передач — 3;
- Гусениці — 4;
- Башти — 5;
- Озброєння — 1;
- Оптика — 1;
- Лиття сталі — 14;
- Кування — 15;
- Кріплення, інші вузли та агрегати — інші підприємства.

Кооперація у виробництві «Пантери» була дуже складною і розвиненою. Постачання найважливіших вузлів і агрегатів танка дублювалися, щоб уникнути перебоїв у постачанні. Це виявилося дуже корисним, оскільки місце розташування підприємств, які брали участь у процесі виробництва «Пантери» було відомо командуванням військово-повітряних сил союзників і практично всі вони відчули на собі досить успішні бомбові удари противника. В результаті керівництво Міністерства озброєнь Третього рейху було змушене евакуювати частину виробничого обладнання у невеликі міста, менш привабливі для масованих бомбових ударів союзників. Також випуск вузлів і агрегатів «Пантери» частково був організований і в підземних сховищах, ряд замовлень було передано дрібним підприємствам. Тому початкового плану з випуску 600 «Пантер» на місяць жодного разу досягти не вдалося, максимум серійного випуску припав на липень 1944 року — тоді замовнику було здано 400 машин. Всього було випущено 5976 «Пантер», з них в 1943 році — 1768, в 1944 — 3749, в 1945 — 459. Таким чином, PzKpfw V став третім за чисельністю броньованою бойовою машиною Третього рейху, поступившись за обсягами випуску лише Panzer III та Panzer IV.
| Модель                     | Кількість | Дата         | Примітки                       |  |
| -------------------------- | --------- | ------------ | ------------------------------ |  |
| Прототип                   | 2         | 11/42        | Варіанти V1 та V2              |  |
| Ausf. D                    | 842       | 1/43 to 9/43 |                                |  |
| Ausf. A                    | 2,192     | 8/43 to 6/44 | Інколи іменувався, як Ausf. A2 |  |
| Ausf. G                    | 2,953     | 3/44 to 4/45 |                                |  |
| Befehlspanzer Panther      | 329       | 5/43 to 2/45 | Перероблений                   |  |
| Beobachtungspanzer Panther | 41        | 44 to 45     | Перероблений                   |  |
| Bergepanther               | 347       | 43 to 45     |                                |  |
|                            |           |              |                                |  |

| Виробник                                  | % від загального |
| ----------------------------------------- | ---------------- |
| «Maschinenfabrik Augsburg-Nürnberg» (MAN) | 35%              |
| «Daimler-Benz»                            | 31%              |
| «Maschinenfabrik Niedersachsen-Hannover»  | 31%              |
| Інші                                      | 3%               |
|                                           |                  |

## Машини на базі «Пантери»

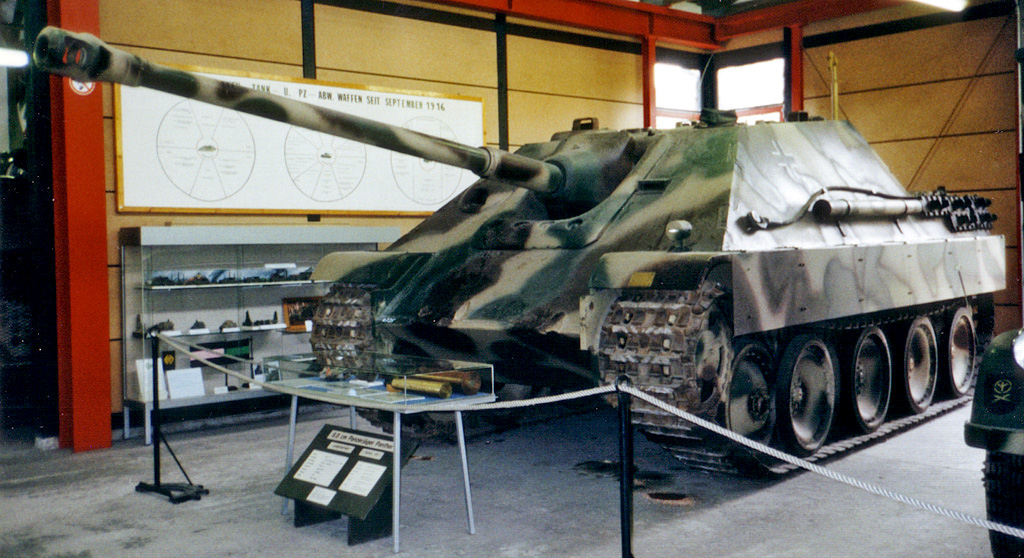
«Ягдпантера»

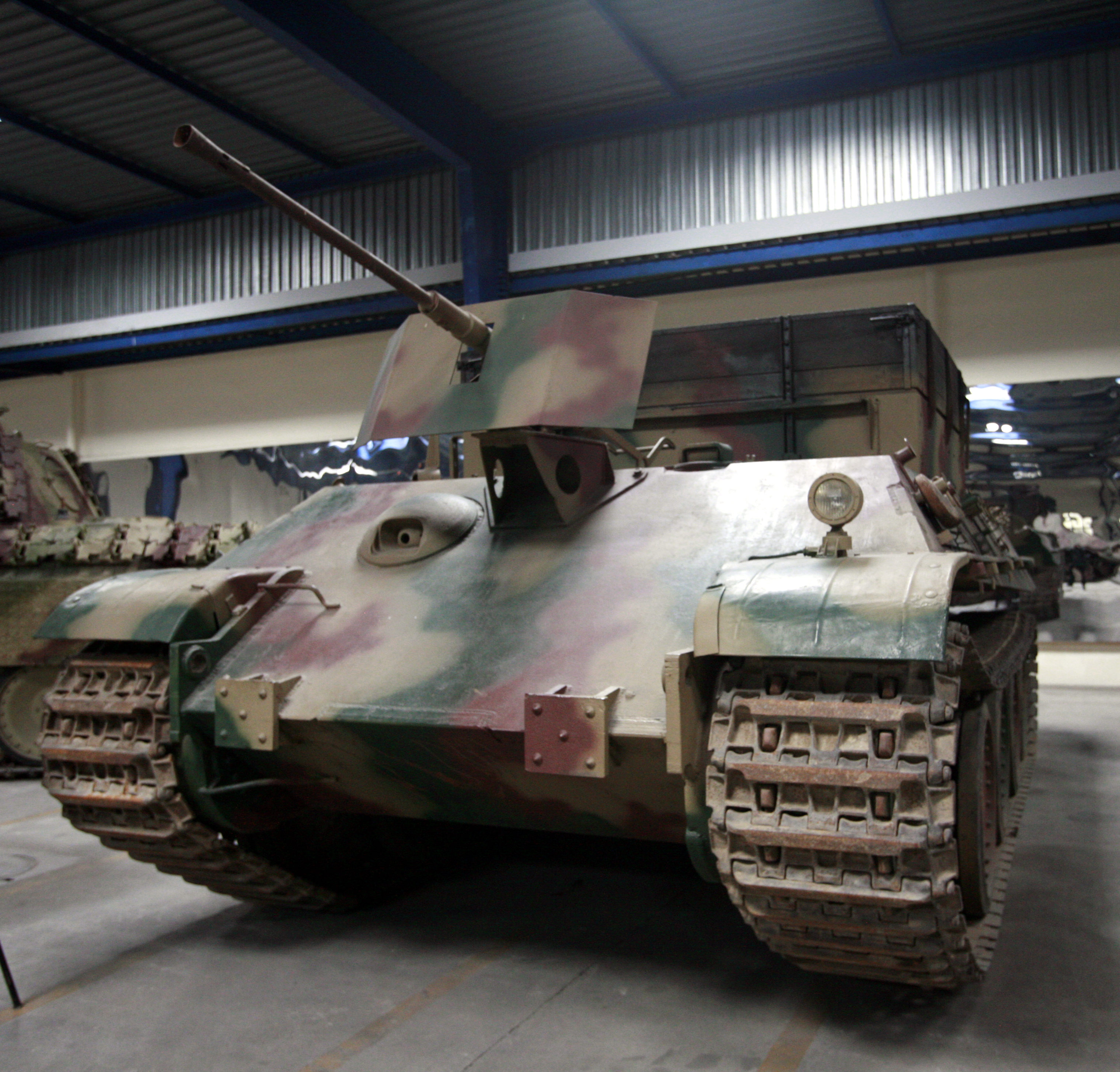
«Bergepanther» виставлений в музеї французького міста Сомюр

Серійні:

### «Ягдпантера» (SdKfz 173)
Після дебюту важкого винищувача танків «Ferdinand» на Курській дузі керівництво Третього рейху видало замовлення на розробку аналогічної з озброєння бойової машини на більш технологічному і мобільному шасі. Найкращим варіантом стало використання бази «Пантери» для встановлення на неї броньованої рубки з довгоствольною 88-мм гарматою StuK43 L/71. Що вийшла, САУ — винищувач танків отримала назву «Ягдпантера» і стала однією з найкращих машин світу у своєму класі.

### «Bergepanther» (SdKfz 179)
Для евакуації з поля бою підбитих бойових машин під вогневим впливом противника на базі «Пантери» була розроблена спеціалізована броньовані ремонтно-евакуаційна машина (БРЕМ) «Bergepanther». Замість башти з озброєнням на шасі «Пантери» встановлювалися відкрита платформа, кранова стріла і лебідка. Перші зразки озброювалися 20-мм автоматичною гарматою, наступні — 7,92-мм кулеметом MG-34. Екіпаж крім командира і механіка-водія включав до десяти ремонтників. «Bergepanther» часто називається найкращою БРЕМ Другої світової війни.

## Організаційно-штатна структура
Вище керівництво вермахту передбачало, що танки «Пантера» повинні були замінити собою PzKpfw III і PzKpfw IV і стати основним танком панцерваффе. Проте можливості виробництва не могли задовольнити потреби танкових військ, танк виявився складним у виробництві, ціна його виявилася також вище планованої. Тому було прийнято компромісне рішення: переозброїти на «Пантери» тільки один батальйон кожного танкового полку, одночасно нарощуючи виробництво PzKpfw IV.
До складу батальйону за штатом входили:
- 8 штабних танків (3 у взводі зв'язку та 5 в розвідувальному взводі).
- 4 роти з 22 «Пантер» (в роті 2 командирських танка і 4 взводи по 5 лінійних машин). Надалі чисельність рот кілька разів скорочувалася спочатку до 17 машин, потім до 14, і до весни 1945 року в ротах налічувалося по 10 танків (штати танкових рот вермахту K.St.N. 1177 Ausf. A, K.St.N. 1177 Ausf. B і K.St.N. 1177а).
- Взвод ППО, озброєний зенітними танками «Möbelwagen», «Wirbelwind» або «Ostwind».
- Саперний взвод.
- Технічна рота.

Всього батальйон за штатом повинен був мати 96 танків, але на практиці організація частин рідко відповідала штатній, в армійських частинах батальйон налічував 51-54 «Пантери», у військах СС їх було дещо більше — 61-64 танка.

## Бойове застосування

### Курська битва
Першими частинами, які отримали нові танки, стали 51-й і 52-й танкові батальйони. У травні 1943 року вони отримали по 96 «Пантер» та іншу належну за штатом техніку, місяцем пізніше обидва батальйони увійшли до складу 39-го танкового полку. Усього в полку налічувалося 200 машин — по 96 у кожному батальйоні і ще 8 танків штабу полку. Командиром 39-го танкового полку був призначений майор Лаухерт. Перед початком операції «Цитадель» була сформована 10-а танкова бригада, куди увійшли 39-й танковий полк і танковий полк панцергренадерской дивізії «Велика Німеччина». Командиром бригади був призначений полковник Деккер. Бригада була оперативно підпорядкована дивізії «Велика Німеччина».
5 липня 1943 німецькі частини перейшли в наступ на широкому фронті під Курськом. 39-й танковий полк атакував позиції радянських військ в районі села Черкаське і, незважаючи на шалений опір частин 67-й і 71-ї стрілецьких дивізій, а також контратаку 245-го окремого танкового полку, до вечора зайняв село. При цьому за перший день боїв втрати склали 18 «Пантер». 6 липня танки 10-ї танкової бригади разом з частинами дивізії «Велика Німеччина» атакували в напрямку Луханіна, але були зупинені частинами 3-го механізованого корпусу, втрати склали 37 «Пантер». Наступного дня наступ продовжилося і, незважаючи на відчайдушний опір радянських військ, частини 10-ї танкової бригади зайняли село Гримуче, весь день відбиваючи атаки радянських танків і піхоти. На кінець дня в строю залишилося всього 20 боєздатних танків.
У наступні дні боїв ударна міць 39-го полку значно знизилася; на вечір 11 липня боєздатними були 39 танків, 31 машина була втрачена безповоротно і 131 танк вимагав ремонту. 12 липня 39-й полк був виведений з бою для приведення в порядок матеріальної частини. Нова атака 10-ї бригади відбулася 14 липня, частина знову зазнала втрат і до вечора мала боєздатними 1 PzKpfw III, 23 PzKpfw IV і 20 «Пантер». Незважаючи на хорошу роботу ремонтних служб (в день поверталося в дію до 25 машин), втрати 39-го полку були значні і до 18 липня 51-й батальйон мав в строю 31 танк і ще 32 вимагали ремонту, у 52-му батальйоні було 28 боєздатних машин і 40 «Пантер» мало потребу в ремонті. Наступного дня 51-й танковий батальйон передав свої танки 52-му і відбув під Брянськ за новими танками, маючи на рахунку (за німецькими даними) 150 підбитих і знищених радянських танків, безповоротно втративши в бойових діях 32 «Пантери». Надалі батальйон був включений до складу танкового полку дивізії «Велика Німеччина».
52-й батальйон протягом 19-21 липня був переправлений під Брянськ, продовжив воювати вже у складі 52-го армійського корпусу, а потім був включений до складу 19-ї танкової дивізії. У наступних боях батальйон зазнав великих втрат і останні «Пантери» втратив в боях за Харків.
Перший досвід бойового застосування танків «Пантера» виявив як переваги, так і недоліки танка. Серед переваг нового танка німецькі танкісти відзначали надійний лобовий захист корпусу (на той момент невразливий для всіх танкових і радянських протитанкових гармат), потужну гармату, яка дозволяла вражати всі радянські танки і САУ в лоб, і хороші прицільні прилади. Проте захист інших проєкцій танка був вразливим до вогню 76-мм і 45-мм танкових та протитанкових гармат на основних дистанціях бою, також було зафіксовано декілька випадків пробиття лобовий проєкції башти 45-мм підкаліберними і 76-мм каліберними бронебійними зарядами.

### Східний фронт у 1944–1945 роках

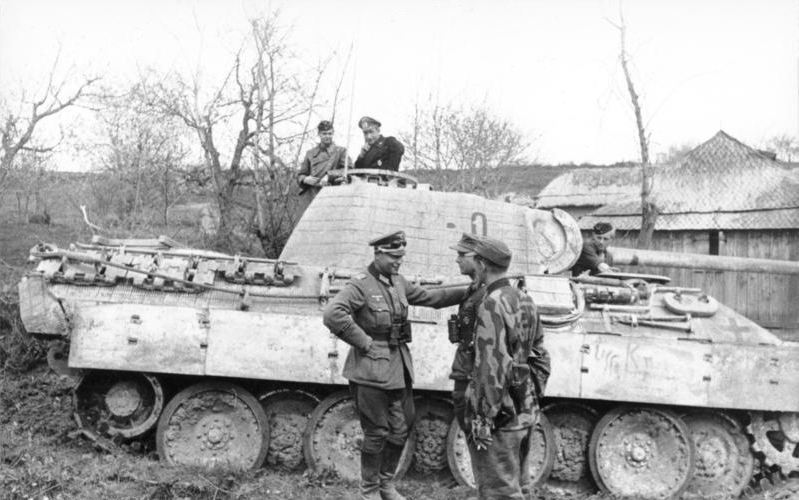
«Пантера» Ausf. А (Sd.Kfz. 267) панцергренадійської-дивізії «Велика Німеччина», на півдні України в 1944 році

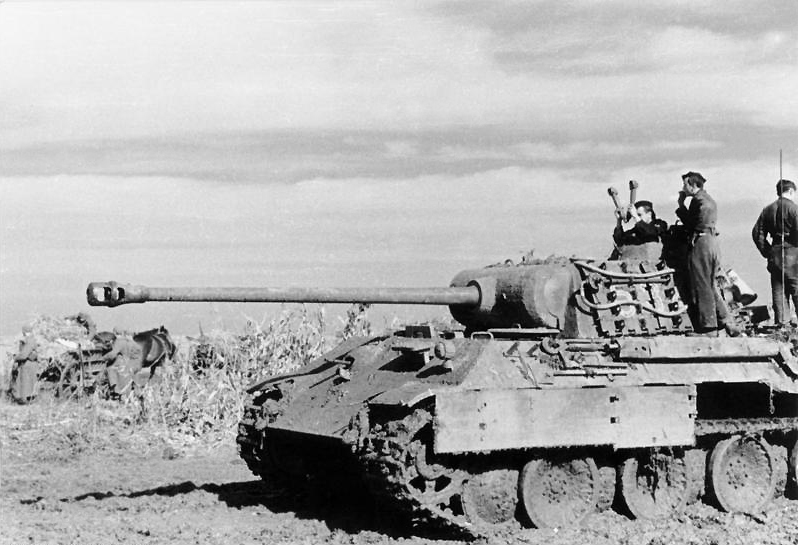
«Пантера» на Східному фронті, 1944

Як вже зазначалося вище, після провалу німецького наступу на Курській дузі, ті що залишилися «Пантери» зібрали у складі 52-го танкового батальйону, який у серпні 1943 року був перейменований в I. Abteilung / Panzer-Regiment 15. 51-й танковий батальйон був доукомплектований в Німеччині і залишився у складі дивізії «Велика Німеччина». До листопада 1943 року на Східний фронт прибуло ще 3 батальйони, укомплектованих новими танками:
- I. Abteilung / SS-Panzer-Regiment 2, що входив до складу дивізії SS «Das Reich» («Дас Рейх») — 71 «Пантера».
- II. Abteilung / Panzer-Regiment 23 — 96 «Пантер».
- I. Abteilung / Panzer-Regiment 2 — 71 «Пантера».

У ході осінніх боїв знову відзначалося велике число технічних неполадок в двигуні і трансмісії танка; знову гармата KwK 42 і лобова броня удостоїлися компліментів німецьких танкістів.
У листопаді 1943 року 60 танків було відправлено під Ленінград, де вони були передані до складу 9-й і 10-й авіапольової дивізій (Luftfelddivisionen). Танки були вкопані в землю і використовувалися як довготривалі вогневі точки, 10 найбоєздатніших машин залишилися на ходу як рухливий резерв. У цьому ж місяці на радянсько-німецький фронт прибуло ще два танкових батальйони, оснащених «Пантерами». У грудні всі танки, що залишалися на ходу були передані до складу 3 танкового корпусу.
Усього за 1943 рік на радянсько-німецький фронт був відправлений 841 танк «Пантера». За станом на 31 грудня 1943 року в боєздатному стані залишилося 80 машин, ще 137 танків мали потребу в ремонті, а 624 «Пантери» було втрачено. Надалі число «Пантер» на фронті постійно зростала, і до літа 1944 року кількість боєздатних танків досягла максимуму — 522 машини.
Однак у ході масштабного літнього наступу радянських військ Німеччина знову зазнала важких втрат у бронетехніці, і для поповнення танкових військ було сформовано 14 танкових бригад, у кожній з яких було по батальйону «Пантер». Але тільки 7 з цих бригад потрапили на Східний фронт, інші були направлені для вибивання союзників із Нормандії.
Усього з 1 грудня 1943 року по листопад 1944, на радянсько-німецькому фронті було втрачено 2116 «Пантер».
Останнім епізодом масового застосування німцями танків став контрудар в Угорщині, в районі озера Балатон. Згодом оснащені танками «Пантера» частини вермахту і військ СС брали участь в обороні Берліна та боях в Чехії.

### «Пантери» в Італії
Перші танки «Пантера» з'явилися в Італії у серпні 1943 року в складі 1-го батальйону 1-ї танкової дивізії SS. Всього в батальйоні нараховувався 71 танк «Пантера» Ausf. D. У боях цей підрозділ не брав участь і в жовтні 1943 року було відправлено назад до Німеччини.
Першим узяв участь у боях 1-й батальйон 4-го танкового полку, що мав 62 «Пантери» модифікацій Ausf. D і Ausf. A. Батальйон брав участь у боях у районі Анціо і за кілька днів боїв зазнав серйозних втрат. Так, на 26 травня 1944 року він налічував вже 48 танків, з них лише 13 боєздатних. До 1 червня в батальйоні залишилося всього 6 «Пантер». 16 підбитих і знищених танків були оглянуті американцями, причому з них лише 8 машин мали сліди бойових ушкоджень, а інші були підірвані або спалені своїми екіпажами під час відступу.
На 14 червня 1944 1-й батальйон мав 16 «Пантер», з них 11 боєздатних; в червні — липні отримав поповнення з 38 танків, у вересні — ще 18 «Пантер», і останнє поповнення з 10 машин батальйон отримав 31 жовтня 1944 року. У лютому 1945 року частина перейменували в 1-й батальйон 26-го танкового полку і залишався в Італії аж до капітуляції всього італійського угрупування німецьких військ у квітні того ж року.

### Західний фронт

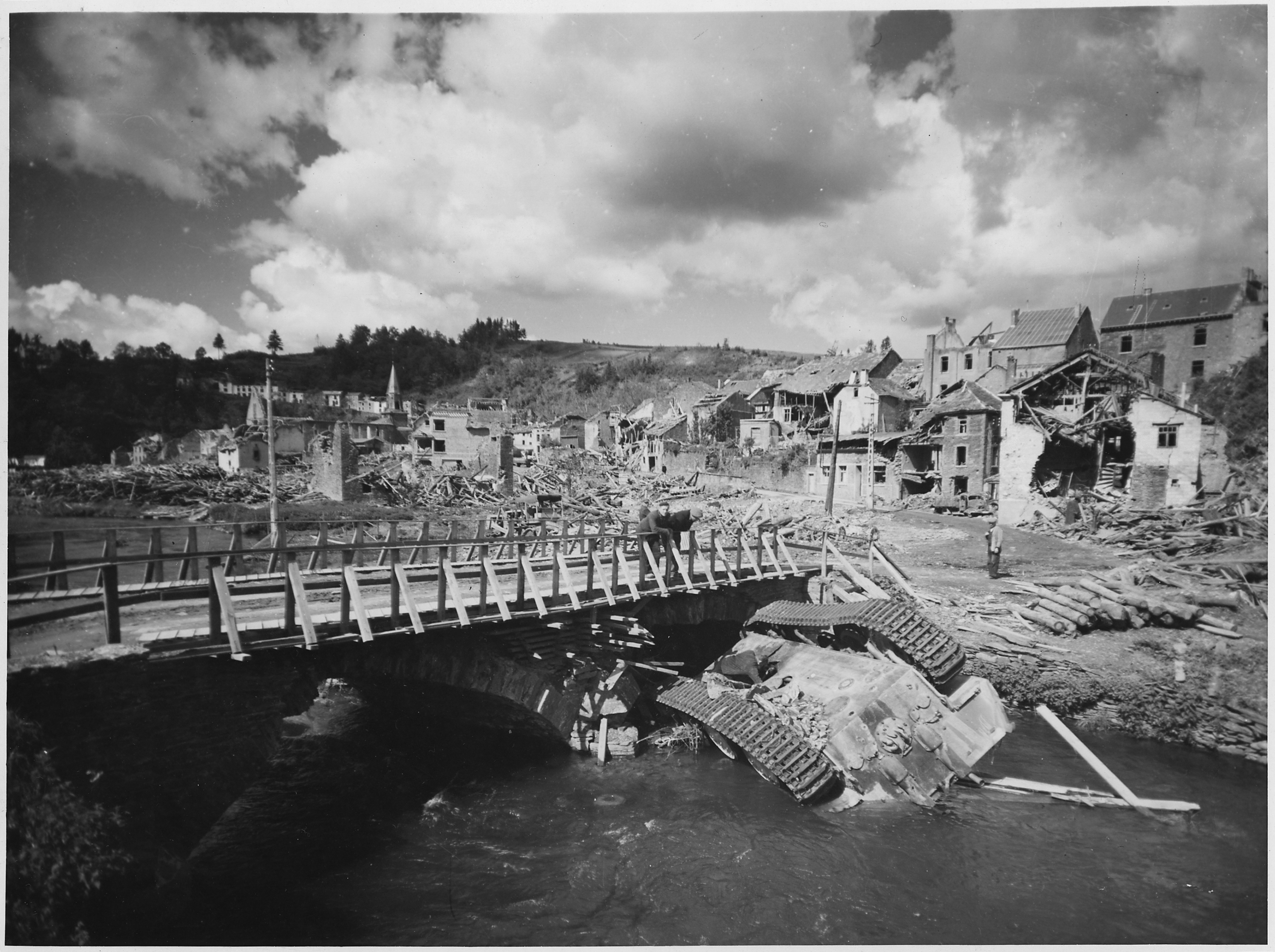
«Пантера» в річці Уффаліз, 1945

На Західному фронті першими отримали нові танки частинами стали I. Abteilung / SS-Panzer-Regiment 12 (1-й батальйон 12-го танкового полку СС) і I. Abteilung / Panzer-Regiment 6 (1-й батальйон 6-го танкового полку). У червні і липні до Нормандії було відправлено ще 4 батальйони «Пантер». Ці підрозділи вступили в бій вже на початку червня 1944 року, а до 27 липня безповоротні втрати «Пантер» склали 131 танк.
Новий німецький танк виявився неприємним сюрпризом для союзників, так як його лобова броня була непробивною для всіх штатних протитанкових засобів, за винятком британської 17-фунтової гармати. Дана обставина породила міф про те, що більшість німецьких танків на Західному фронті було знищено союзною авіацією, що панувала в повітрі, а також ручними протитанковими гранатометами. Однак статистика уражених танків говорить про зворотне. За 2 літні місяці 1944 англійцями було обстежено 176 підбитих і кинутих танків «Пантера», типи ушкоджень розподілилися так:
- Бронебійні снаряди — 47 танків.
- Кумулятивні снаряди — 8 танків.
- Фугасні снаряди — 8 танків.
- Авіаційні ракети — 8 танків.
- Авіаційні гармати — 3 танки.
- Знищені екіпажами — 50 танків.
- Кинуто під час відступу — 33 танки.
- Не вдалося встановити тип пошкодження — 19 танків.

Як видно з цього списку, відсоток «Пантер», знищений авіацією і кумулятивними снарядами, досить малий. Набагато частіше німцям доводилося знищувати і кидати справну техніку через брак пального або технічні несправності. Союзники істотно недооцінили кількість «Пантер», яку вони очікували зустріти у Франції. За аналогією з «Тиграми» передбачалося, що «Пантери» зосереджені в окремих важких танкових батальйонах, і зустрічі з ними будуть нечастим явищем. Реальність показала повну протилежність таким припущенням — «Пантери» складали близько половини всіх німецьких танків у Франції, внаслідок чого втрати танкових військ союзників виявилися набагато вище очікуваних. Положення погіршувалося тією обставиною, що гармата основного танка союзників М4 «Шерман» виявилася малоефективною проти лобової броні «Пантер». Рішенням проблеми могли стати танки «Шерман Файрфлай», озброєні англійською 17-фунтовою гарматою з потужною балістикою, а також широке використання підкаліберних снарядів. Проте і тих і інших було небагато. У підсумку успішна боротьба з «Пантерами» ґрунтувалася на значній чисельній перевазі союзників і пануванні їхньої авіації (її атаки тилових частин вермахту суттєво знижували боєздатність німецьких танкових підрозділів).

### «Пантери» в інших країнах
Союзники Німеччини робили спроби отримати танки цього типу, проте успіху вони не принесли. Існували плани серійного випуску «Пантер» в Італії; п'ять танків замовила Угорщина і один — Японія, проте дані замовлення виконані не були. У 1943 році одна «Пантера» Ausf. A була продана Швеції. Деяка кількість трофейних «Пантер» використовувалося радянськими військами, перший такий випадок датується вже 5 серпня 1943 року. Однак, через складності технічного обслуговування, необхідності використання високоякісного палива та власних боєприпасів, масового характеру їх використання не було. У повоєнний час трофейні «Пантери» кілька років служили у військах Франції, Чехословаччини та Угорщини.

### Танкобаштові ДОТи (Pantherturm-ДОТ)

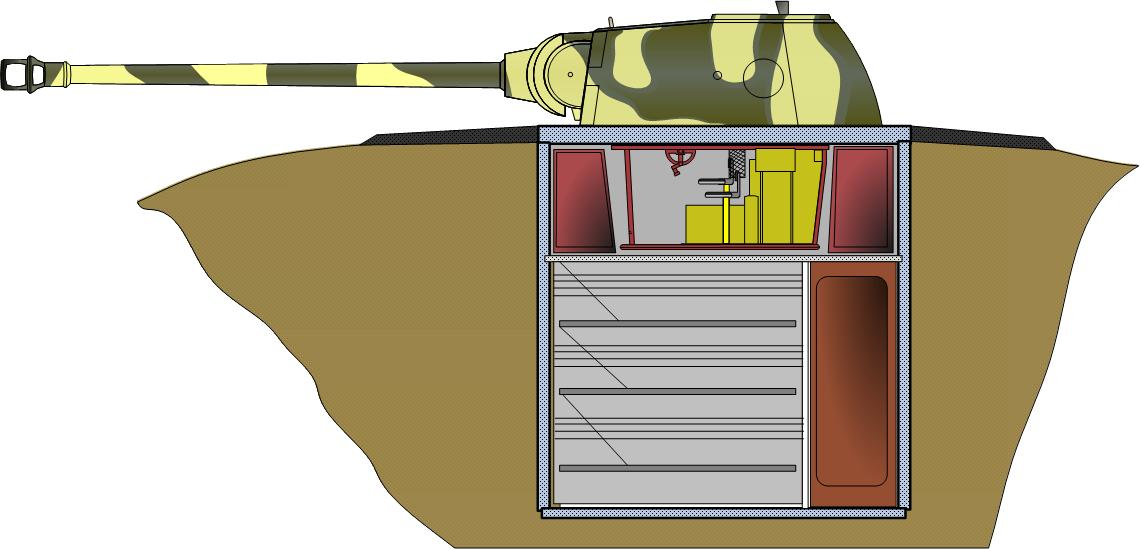
Танкобаштовий ДОТ

Крім танків, башти «Пантер» застосовувалися для встановлення як довгострокові вогневі точки (ДОТ). Для цієї мети використовувалися як штатні башти танків модифікацій Ausf. D і Ausf. A, так і спеціальні башти, які відрізнялися посиленим до 56 мм дахом і відсутністю командирської башточки.
Існувало 2 модифікації дотів з баштами від «Пантер»:
- Pantherturm I (Stahluntersatz) — башта встановлювалася на броньовану основу, зварену з листів товщиною 80 мм, товщина основи башти 100 мм. Підстава складалося з двох модулів, бойового та житлового. На верхній модуль встановлювалася башта, і в ньому ж розміщувався боєкомплект. Нижній модуль використовувався як житловий відсік і мав два виходи, перше — через потаємні двері до виходу з доту, другий — в перехідну секцію до бойового модуля.
- Pantherturm III (Betonsockel) — варіант доту з бетонною основою, відрізнявся від Pantherturm I дещо збільшеними розмірами модулів, виконаних із залізобетону, але особливих конструктивних відмінностей не мав.

Також існували спрощені версії дотів, коли башта монтувалася тільки на верхній бойовий модуль.
Подібні вогневі точки застосовувалися на Атлантичному валі, на Готичній лінії в Італії, на Східному фронті, а також на вулицях німецьких міст. Часто як доти застосовувалися закопані по башту пошкоджені танки «Пантера».
На кінець березня 1945 року було вироблено 268 Pantherturm-дотів.

## Де можна побачити

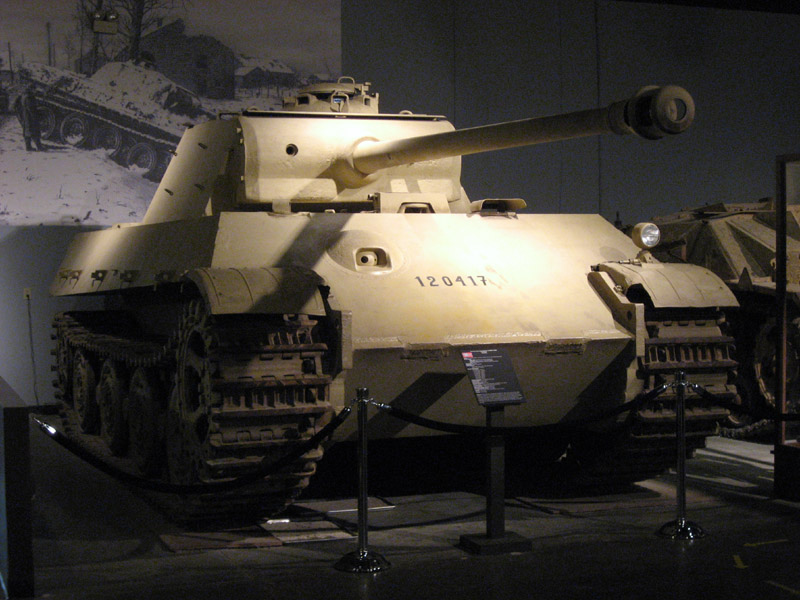
«Пантера II» в музеї кавалерії і бронетанкових військ у Форт-Ноксі

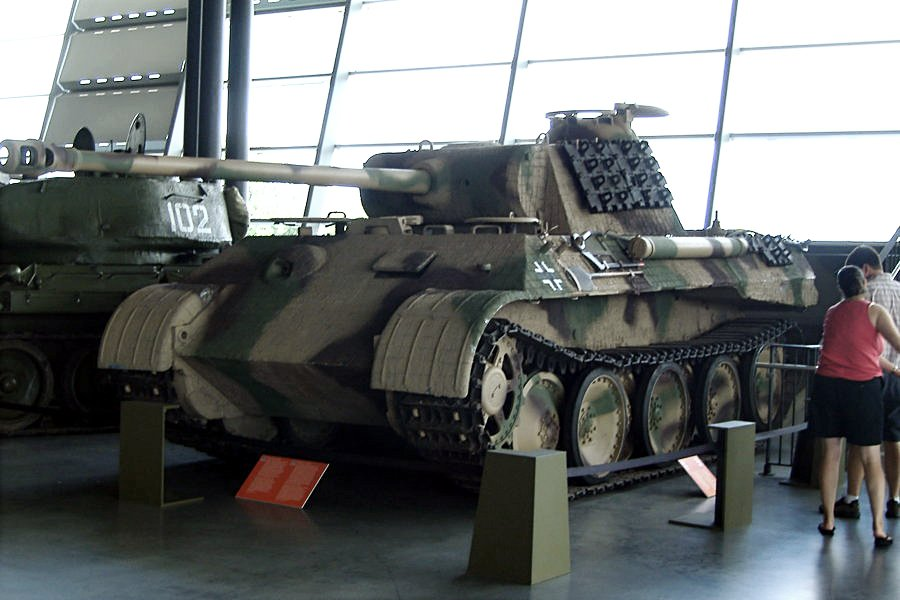
Відновлена «Пантера» Ausf A виставлена в канадському військовому музеї в Оттаві

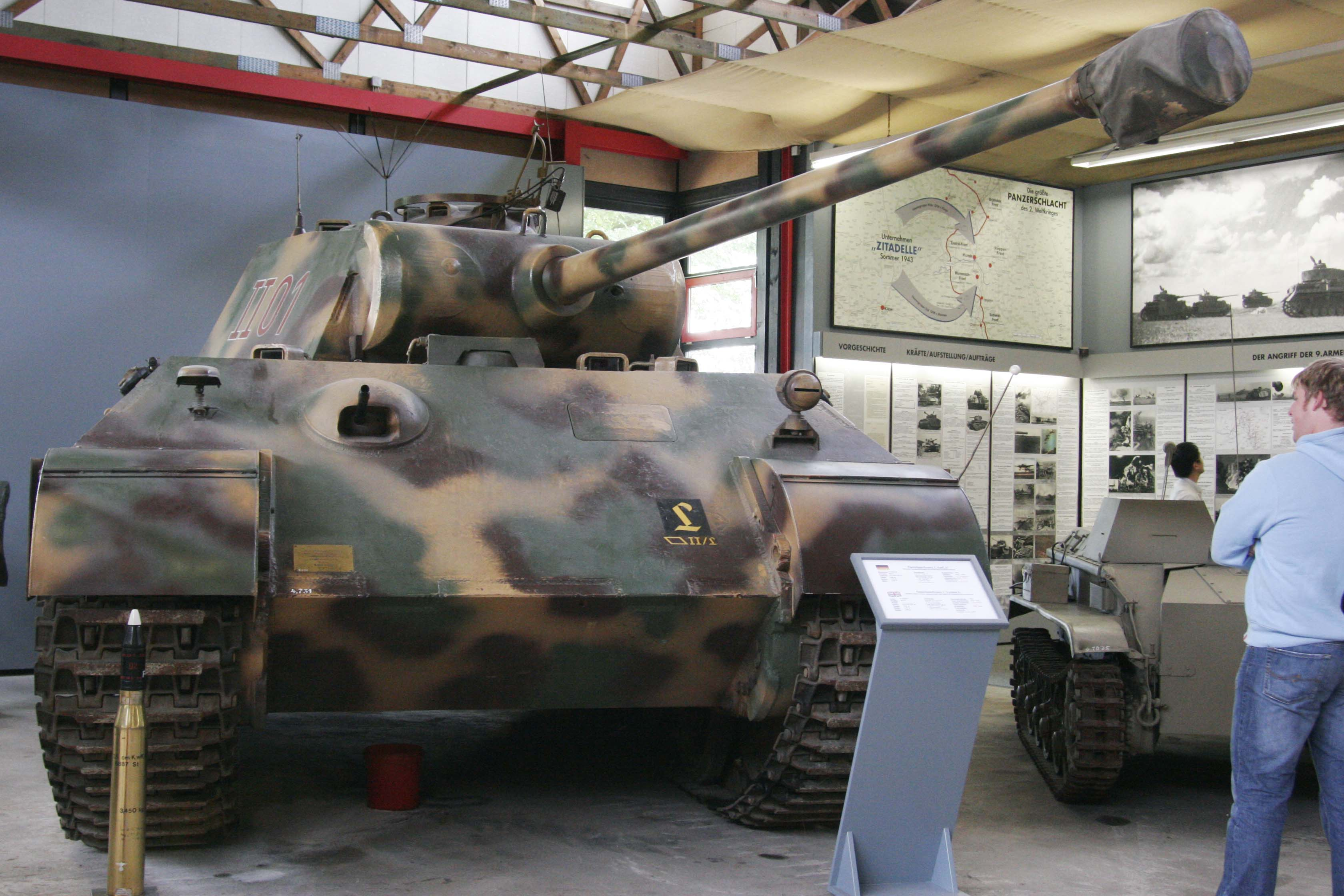
«Пантера» Ausf. A (танковий музей Мюнстера, Німеччина)

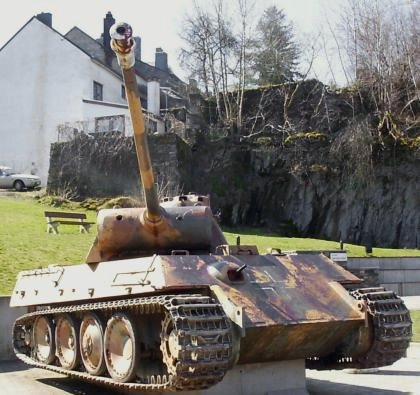
«Пантера» Ausf. G в Уффаліз, Бельгія.

До нашого часу збереглося 16 танків «Пантера» різних модифікацій.
- Франція — 4 танка «Пантера» Ausf. A, 2 танки в танковому музеї в Сомюр, ще 2 танки знаходяться в Парижі.
- Велика Британія — 2 танки модифікації G, один в танковому музеї в Бовінгтон, другий у військовому коледжі в Шрайвенхеме.
- Нідерланди — 2 танка «Пантера» модифікації Ausf. D в місті Бреда, другий танк модифікації Ausf. G в Національному військовому музеї.
- Німеччина — 1 танк, в музеї при 2-ї танкової школі бундесверу в Мюнстері, модифікація Ausf. A.
- Швейцарія — 1 танк, в танковому музеї в місті Туні, модифікація Ausf. D.
- США — 4 танки, 2 «Пантери» Ausf. A і Ausf. G — в музеї Абердинського полігону, ще 2 модифікації Ausf. G в музеї кавалерії і бронетанкових військ у Форт-Ноксі. Один танк на ходу.
- Канада — 1 танк, в канадському військовому музеї, модифікація Ausf. A.
- Росія — 1 танк, в Музеї бронетанкового озброєння і техніки у підмосковній Кубинці, модифікації Ausf. G. В наш час[коли?] машина відновлена до ходового стану.
- Україна — 1 танк знаходився до початку 1980-х рр. перед старою будівлею Історичного музею в Харкові (Жирардовські мануфактури), але був «утилізований».